# أندرو جي
أندرو جي (بالإنجليزية: Andrew Gee)‏ هو كاتب عدل ‏ ومحام بالقضاء العالي وسياسي أسترالي، ولد في 13 سبتمبر 1968 بواجا واجا في أستراليا. حزبياً، نشط في الحزب الوطني الأسترالي. وقد انتخب عضو مجلس النواب الأسترالي عن دائرة Division of Calare ‏ (2 يوليو 2016 – ) وانتخب عضو الجمعية التشريعية نيو ساوث ويلز عن دائرة Electoral district of Orange ‏ (26 مارس 2011 – 30 مايو 2016).